# Antonio Millán-Puelles
Antonio Millán-Puelles (Alcalá de los Gazules, Cádis, 21 de fevereiro de 1921 - Madri, 22 de março de 2005) Filósofo e escritor espanho. Herdeiro das tradições aristotélica e fenomenológica, dedicou seu pensamento a temas diversos, em particular a liberdade, a relação entre subjetividade e consciência, o ente ideal e a relação entre metafísica e lógica, além de outros temas de caráter social e manuais introdutórios à filosofia. Publicou quase vinte livros e um grande número de artigos sobre diversos temas.

## Biografia

### Infância e juventude
Depois de cursar o bacharelado, iniciou a carreira de Medicina. Contudo, abandonou-a no primeiro ano de estudo. Um dado fundamental no decorrer de sua formação intelectual foi a leitura de "Investigações lógicas" de Edmund Husserl. Esse livro lhe fez descobrir sua vocação, e passou a estudar Filosofia e Letras em Sevilla começando em 1939 e terminando em 1943.

## Pensamento
O grande leque de temas que estudou, muitos deles tratados com amplitude e atenção, faz que não seja fácil escolher um como o principal. Em termos gerais, pode-se afirmar que seu pensamento se dedica ao ser finito e ao ser infinito.
 Mas as opiniões variam sobre qual é seu principal campo de estudo: o par natureza-liberdade, o ser ideal, o modo de ser da subjetividade, além de tratar muito de temas sociais. Toda sua obra está marcada por ser pensamento declaradamente cristão.
Também distingue claramente o que pertence ao âmbito religioso do que corresponde ao trabalho filosófico, como o manifesta no prólogo de seu último livro, publicamente postumamente: "No presente livro me ocupado da imortalidade da alma human sem buscar nenhum apoio em minha fé pessoal de cristão. Trata-se, assim, de uma investigação exclusivamente filosófica, não de teologia da fé"

### De Antonio Millán-Puelles
- El problema del ente ideal. Un examen a través de Husserl y Hartmann. [S.l.]: Consejo Superior de Investigaciones Científicas. 1947

- La función social de los saberes liberales. [S.l.]: Ediciones Rialp S.A. Madrid. 1961

- La estructura de la subjetividad. [S.l.]: Ediciones Rialp S.A. Madrid. 1967

- Sobre el hombre y la sociedad. [S.l.]: Ediciones Rialp S.A. Madrid. 1979. ISBN 84-321-1893-1

(Trata-se de uma recompilação de artigo publicados em distintos meios.)
- La formación de la personalidad humana. [S.l.]: Ediciones Rialp S.A. Madrid. 1989. ISBN 84-321-0009-9

- Persona humana y justicia social. [S.l.]: Editora de revistas S.A. de C.V. México. 1990. ISBN 968-428-380-6

- Teoría del objeto puro. [S.l.]: Ediciones Rialp S.A. Madrid. 1990

- La libre afirmación de nuestro ser. Una fundamentación de la ética realista. [S.l.]: Ediciones Rialp S.A. Madrid. 1994. ISBN 84-321-3028-1

- Fundamentos de Filosofía. [S.l.]: Ediciones Rialp S.A. Madrid. 2001. ISBN 84-321-3278-0

- Léxico filosófico. [S.l.]: Ediciones Rialp S.A. Madrid. 2002 [1984]. ISBN 84-321-3416-3

- El valor de la libertad. [S.l.]: Ediciones Rialp S.A. Madrid. 1995. ISBN 84-321-3083-4

- La lógica de los conceptos metafísicos. Tomo I: La lógica de los conceptos trascendentales. [S.l.]: Ediciones Rialp S.A. Madrid. 2002

- La lógica de los conceptos metafísicos. Tomo II: La articulación de los conceptos extracategoriales. [S.l.]: Ediciones Rialp S.A. Madrid. 2003

- La inmortalidad del alma humana. 2008, póstumo. [S.l.]: Ediciones Rialp S.A. Madrid. ISBN 978-84-321-3669-6